# Maria Larssons eviga ögonblick
Maria Larssons eviga ögonblick är en svensk dramafilm från 2008 i regi av Jan Troell. I huvudrollerna ses Mikael Persbrandt, Maria Heiskanen och Jesper Christensen. Filmen är baserad på en berättelse av Agneta Ulfsäter-Troell och Maria Larsson är i verkligheten Ulfsäter-Troells pappas faster.

## Handling
Filmen handlar om Maria Larsson (Maria Heiskanen) som i början av 1900-talet vinner en kamera på lotteri. Med en suput till man (Mikael Persbrandt) och en ständigt växande barnaskara tvingas hon samtidigt kämpa för ett anständigt familjeliv, med kameran förvarad undangömd och bortglömd. När hon går för att pantsätta den möter hon den danske fotografen Sebastian Pedersen (Jesper Christensen) och hennes liv tar en ny vändning.

## Rollista
- Mikael Persbrandt – Sigfrid Larsson
- Maria Heiskanen – Maria Larsson
- Jesper Christensen – Sebastian "Piff Paff Puff" Pedersen
- Callin Öhrvall Delmar – Maja 14–22 år
- Nellie Almgren – Maja 9–12 år
- Lydia Molin - Maja 7-9 år
- Emil Jensen – Englund
- Ghita Nørby – Fröken Fagerdal
- Amanda Ooms – Mathilda
- Maria Kulle – Tant Anna
- Antti Reini – Kaptenen
- Birte Heribertson – Faster Tora och Maja, berättarrösten
- Ann Petrén – Ida
- Claire Wikholm – Farmor Karna
- Karl Linnertorp – Gunnar
- Michael Segerström – Veterinär Olsson
- Livia Millhagen
- Yohanna Troell
- Alexander Kathy – Anton Nilson
- Rune Bergman (skådespelare) – Marias far
- Hans Alfredson – Fängelsevakt
- Mikael Odhag
- Maria Lundqvist – Fröken Petrén
- Julia Ragnarsson
- Max Eskilsson – Sven 14–17 år
- Emil Dämhagen – Erik Larsson
- Boel Larsson – Kalles mor
- Lucas Karlsson – Elon 2-år

## Utgivning
Filmen hade biopremiär den 24 september 2008. Den förhandsvisades dock den 26 juni 2008, under Bergmanveckan på Gotland. Filmen var nominerad som en av två filmer i kategorin Masters i Toronto Film Festival.

## Utmärkelser
Vid 2008 års internationella filmfestival i Valladolid i Spanien (24 oktober-1 november 2008) nominerades filmen i tre kategorier och vann två av dem: Bästa skådespelerska (Maria Heiskanen) och Bästa foto (Jan Troell och Mischa Gavrjusjov).
Några dagar före den svenska premiären blev det klart att filmen skulle bli Sveriges Oscarsbidrag för kategorin bästa film på främmande språk. Den klarade sig igenom den första utgallringen av nio filmer, men blev inte en av de fem som slutligen nominerades. I december 2008 blev den dock nominerad för en Golden Globe i kategorin bästa film på främmande språk, men vann dock inte.
När nomineringarna till den svenska Guldbaggen 2009 offentliggjordes 30 december 2008 visade det sig att filmen nominerats i alla de åtta kategorier den kunde nomineras i - vilket är ett rekord. Vid Guldbaggegalan den 12 januari 2009 tilldelades den följande priser:
- Bästa manliga biroll - Jesper Christensen
- Bästa manliga huvudroll - Mikael Persbrandt
- Bästa kvinnliga huvudroll - Maria Heiskanen
- Bästa kompositör - Matti Bye
- Bästa film - Producenten Thomas Stenderup